# БК-6 «Неринга»
БК-6 «Неринга» — одноместный рекордно-тренировочный планёр конструкции Б. Карвялиса. Серийно выпускался Симферопольскими планёрными мастерскими. С 1959 г. было выпущено около 60 планёров.

## Конструкция
БК-6 — цельнодеревянный свободнонесущий среднеплан с трапециевидным крылом большого удлинения. Свободнонесущее горизонтальное оперение расположено перед килем, в верхней части фюзеляжа. Большой фонарь кабины пилота был вписан в обводы фюзеляжа.

## Эксплуатация
- СССР — практически все экземпляры эксплуатировались в прибалтийских республиках СССР.
- Куба — два планёра были подарены планеристам Кубы.